# Catenochytridium laterale
Catenochytridium laterale är en svampart som beskrevs av A.M. Hanson 1944. Catenochytridium laterale ingår i släktet Catenochytridium och familjen Endochytriaceae.   Inga underarter finns listade i Catalogue of Life.